# Исповедь любовницы Сталина
«Исповедь любовницы Сталина» («За кремлёвской стеной») — наиболее известная книга Леонарда Гендлина, написанная в форме воспоминаний оперной певицы Веры Давыдовой. То, что в основу романа легли реальные воспоминания Давыдовой, вызывает некоторые споры и противоречия. Так, существует распространённое мнение о том, что книга является художественным вымыслом и не имеет исторической достоверности, а родственники певицы характеризуют её как «фальшивку».

## Сюжет
В центре романа любовная связь, якобы связывавшая Веру Давыдову и И. В. Сталина в течение 19 лет. Форма воспоминаний позволяет автору придать описываемым событиям и высказываниям исторических личностей достоверность. Так, в основе романа описание жизни кремлёвских персонажей 30-х—40-х годов: Г. Ягоды, Ежова, Берии, Кирова, Жданова, Кагановича, Будённого, Ворошилова, Мехлиса, Микояна, Хрущёва и так далее, а также внутрипартийная борьба в ЦК КПСС. Повествование оканчивается со смертью Сталина. Книга напечатана в Лондоне в 1983. «Сокращённое» издание вышло в Москве в «одноразовом» издательстве «Мини-макси» в 1991 году. Полные издания массовыми тиражами печатались в 1993—1998 годах в Минске.